# Martin Doerry
Martin Doerry (né le 21 juin 1955 à Uelzen-Veerßen) est un journaliste et auteur de livres allemand. De 1988 à 2014, il est rédacteur en chef adjoint du magazine d'information allemand Der Spiegel.

## Biographie
Martin Doerry est le fils de Jürgen Doerry, qui est juge fédéral à Karlsruhe jusqu'à sa retraite, et d'Ilse Doerry, la fille de Lilli Jahn.
Après avoir terminé ses études secondaires, Doerry étudie l'allemand et l'histoire à l'Université de Tübingen. Il reçoit une bourse du DAAD de l'Université de Zurich. À la suite du premier examen d'État, il reçoit une bourse de doctorat de la Fondation Friedrich-Ebert et termine son doctorat en histoire moderne en 1985.
Doerry travaille ensuite travaillé pendant deux ans dans le studio SDR à Karlsruhe. Il travaille pour le magazine d'information Der Spiegel depuis 1987. Au début, il est rédacteur en chef dans le domaine de la politique de l'éducation avant de prendre en charge la gestion des pages de fond avec Mathias Schreiber en octobre 1991. À partir de 1996, Gerhard Spörl et lui sont chefs de service pour la politique allemande. D'août 1998 à juin 2014, il est rédacteur en chef adjoint de Spiegel, et depuis lors, Doerry travaille comme écrivain pour Spiegel.
Avec son collègue Markus Verbeet, il crée le titre Wie gut ist Ihre Allgemeinbildung? une série de livres de poche dont le premier volume est publié en 2010. Le test de connaissances Spiegel comprend des titres individuels sur les sujets de la politique et de la société, l'histoire, la religion, la culture, le football; En 2018, il est publié un test de connaissance sur la littérature sous le titre Wen liebte Goethes Faust?. Le tirage total de la série est de plus d'un million d'exemplaires.

## Travaux
- Übergangsmenschen. Die Mentalität der Wilhelminer und die Krise des Kaiserreichs, 2 vol., Juventa Verlag, Weinheim/München, 1986. Vol. 1  (ISBN 3-7799-0800-X) et vol. 2  (ISBN 3-7799-0801-8).
- Mein verwundetes Herz. Das Leben der Lilli Jahn, Deutsche Verlags-Anstalt, Stuttgart/München; 2002  (ISBN 3-421-05634-X).
- Nirgendwo und überall zu Haus. Gespräche mit Überlebenden des Holocaust, Deutsche Verlags-Anstalt, München, 2006  (ISBN 3-421-04207-1).